# ウィーン・コンツェントゥス・ムジクス
ウィーン・コンツェントゥス・ムジクス（Concentus Musicus Wien）は、オーストリア・ウィーンを拠点とする古楽器オーケストラ。

## 沿革
1953年にニコラウス・アーノンクールとその妻アリス・アーノンクールを中心としたウィーン交響楽団のメンバーによって設立された。初の公開コンサートは1957年に行われた。活動当初はバロック音楽が主なレパートリーで、古楽研究の成果を披露するという意味合いが強かったが、次第に活動範囲を広げ、ハイドンやモーツァルトの交響曲にも取り組んでいる。また、しばしばアルノルト・シェーンベルク合唱団と共演している。
代表的なレコーディングは、モンテヴェルディのオペラやグスタフ・レオンハルトと共同して取り組んだバッハのカンタータ全曲集、バッハの宗教曲、モーツァルトの初期交響曲集や宗教作品全集などがある。